# Gauháti
Gauháti (asszámi nyelven: গুৱাহাটী, angolul: Guwahati) város India területén, Asszám állam legnagyobb települése. A bhutáni határtól 70 km-re délre, a Brahmaputra déli partján fekszik. Lakossága 963 ezer fő volt 2011-ben.
Kiemelkedő az élelmiszer-és a petrolkémiai ipar. Az 1838-ban alapított, virágzó teaipar központja, ezenkívül gyapot-, juta- és rizskereskedelem is jellemző, búzamalmok és olajfinomítók is működnek itt. 

## Fordítás
Ez a szócikk részben vagy egészben  a   Guwahati című angol Wikipédia-szócikk fordításán alapul.  Az eredeti cikk szerkesztőit annak laptörténete sorolja fel. Ez a jelzés csupán a megfogalmazás eredetét és a szerzői jogokat jelzi, nem szolgál a cikkben szereplő információk forrásmegjelöléseként.